# Cucuyagua
Cucuyagua è un comune dell'Honduras facente parte del dipartimento di Copán.
Il comune figura già come entità autonoma nella divisione amministrativa del 1889.